# 신길웅
신길웅(申吉雄, 1943년 ~ 1999년 12월 16일)은 대한민국의 공무원이다. 1970년 4급을(7급) 공채에 합격하여 해운항만청에 근무했고, 해양수순부 출범에 참여하였다. 1급상당의 해양수산부 해양안전심판원장 재직 중, 보고하던 중 뇌출혈로 순직했다. 12월 19일 해양수산부 차관으로 추서되었다.

## 생애
1969년 10월 31일 서울은행 인사부 참사가 되고, 1970년 4급을류(7급) 공무원이 되었다.
1985년 2월 26일 부산지방해운항만청 부두과장, 1988년 2월 23일 해운항만청 재무관리관실 재무담당 9월 15일 해운항만청 기획예산담당관 등을 역임했다.
1991년 8월 31일 한국환경관리공단 홍보실장 1992년 6월 20일 해운항만청 총무과장 1993년 6월 5일 해운항만청 국장급 기획관리관이 되었다가 다시 그해 8월 4일 해운항만청 재무관리관 1994년 12월 31일 해운항만청 기획관리관 1996년 3월 6일 해운항만청 항무국장
1996년 8월 17일 해양수산부 항무국장이 되었다. 그는 1996년 해양수산부 출범 후 제1회 바다의날 행사를 실무적으로 진두지휘하였고, 페스카마호 선상 집단강도살인사건을 20일만에 종결지었다. 이후 항만정책국장을 거쳐, 1997년 7월 30일 중앙해난심판원장(1급상당)으로 승진했다.
1998년 3월 한때 금융감독위원장 후보자의 물망에 올랐다. 그해 12월 29일 황조근정훈장을 수상했다. 1999년 12월 중앙해양안전심판원장으로 재직 중 업무중 쓰러져 2회 걸친 수술을 했으나, 16일 순직했다. 사인은 뇌출혈이다. 12월 19일 국무회의 특별 의결로 해양수산부 차관에 추서되고, 대전 현충원에 안장되었다.

## 가족 관계
- 아버지 : ?(1985년 8월 19일 사망[33])
- 어머니 : 정양순(鄭陽順, 1919년 ~ 1988년 4월 15일[34]